# 洛克人系列
洛克人，是日本電子遊戲開發商卡普空推出的電子遊戲系列，由洛克人之父北村玲（A.K.）開創，後由藤原得郎、稻船敬二和土屋和弘等人主導開發的動作遊戲系列，現已有七個系列，情節主要圍繞於未來世界的電腦、網路、人工智能、機器人和人類之間的關係發展。全系列的累計銷量已達3,600萬套。

## 系列作品
以下的系列是依照故事所發生的年代的時序來排列。
- 洛克人元祖系列（日語：ロックマンシリーズ，Rockman Series）
  - 洛克人的首個作品，始於1987年，亦開始了洛克人這名字的歷史。故事講述20XX年，人工智能和機器人科技的發展進步，成就了高智能人形機器人的誕生，機械工學的兩個權威──萊特博士和威利博士──各自為了和平和野心的爭鬥，萊特博士的家用機械人洛克因著個人的正義感，屢次粉碎威利博士的陰謀。遊戲的主軸作品均為平台動作遊戲，而且被不少玩家冠以高難度的名譽，也是「洛克人」各系列中（包括相關分支）最多遊戲的一個。
- 洛克人X系列（日語：ロックマンXシリーズ，Rockman X Series）
  - 洛克人的第二個系列，始於1993年。故事時間承接洛克人元祖系列，發生於21XX年的未來世界。年事已高的萊特博士製造了突破性、擁有情感和個人決定能力的「X」（中譯：艾克斯），並將他藏起作能力確認測試，希望將和平與「無限的可能性」帶給未來。而威利博士為了對抗萊特博士製造了「Zero」（中譯：傑洛，港譯：阿零）並作為「X」的夥伴在往後系列作中不斷登場協助。原為古植物學家的凱恩博士，在偶然之下找到收藏「X」的小艙，並因此發展出與X具同樣思考能力的「雷普利機器人」。不幸地當中最強的「非正規獵人」西格瑪（Sigma）因與傑洛交戰後以殲滅人類為目標開始了反亂。傑洛被修好後，與迷惘的艾克斯一起開始長期與西格瑪的抗戰。此系列遊戲作品依舊以高難度水平見稱，12部作品中只有1部作品不是平台動作遊戲（洛克人X 指令任務屬於角色扮演遊戲）。
- 洛克人DASH系列╱洛克人傳奇系列（日語：ロックマンDASHシリーズ，Rockman DASH Series）
  - 洛克人的第3個系列，始於1997年,亦是第1個以3D形式進行的動作遊戲。發生在遙遠未來的作品，世界的大部份土地皆已被大海所淹沒，亦剩下了很多遺蹟。主線作品有兩作，非主線作品為1作，主要屬於動作冒險遊戲類別，這系列的作品不多，不過經常在亂鬥與合作類型遊戲中出現。
- 洛克人EXE系列╱洛克人網絡對戰系列（日語：ロックマンエグゼシリーズ，Rockman EXE Series）
  - 洛克人的第4個系列，始於2001年，因洛克人誕生15週年而開創。所取的時間與洛克人元祖系列一樣，屬平行世界作品。在200X年，網際網路的迅速發展，每人都可以擁有輔助電子儀器PET（個人終端機），當中有一種被稱為NetNavi（網絡領航員）、具情感的人工智慧。主要圍繞主角熱斗和他的虛擬拍檔洛克人和一眾同伴們，共同在網絡世界與惡勢力的戰鬥。遊戲作品混合了動作角色扮演以及儲卡遊戲。EXE系列由動畫漫畫、旁支遊戲至其他相關分支系列，是「洛克人」系列中最豐富，亦是在當時至今發展涉及規模最成功的一個系列。
- 洛克人Zero系列（日語：ロックマンゼロシリーズ，Rockman Zero Series）
  - 洛克人的第5個系列，始於2002年。在洛克人X系列的100年（即22XX年）後，繼續X和Zero的傳說。因為建造理想國度「Neo Arcadia」的X突然失蹤，天才少女雪兒博士製造了複製X，但雷普利機器人們卻被他迫害，她唯有與他們組成「反抗軍」，並尋找傳說中已經沉睡100年的傑洛。傑洛開始了保護協助反抗軍，並與失蹤多年的X共同面對一世紀前的敵人：拜魯博士。總共有4作，全屬平台動作遊戲。
- 洛克人ZX系列（日語：ロックマンゼクスシリーズ，Rockman ZX Series）
  - 洛克人的第6個系列，始於2006年。繼承了洛克人Zero系列大多人物元素。地球的環境經歷屢次思考型機器人大戰後被嚴重破壞，經過前人的努力終於露出大規模復甦的曙光。國家們在賽魯邦公司（Serpent Company）的協助下成功將非正規品驅逐於國外，但仍在各國境間出現，世界因此而分成內界（Inner）和外界（Outer）。兩位替傑魯托（Girouette）負責運送郵件的少年少女：梵（Vent）和艾兒（Aile），3人為對抗故障機械╱非正規機械的邊境「守衛軍」（Guardian）運送時，發現了內藏過去世界戰鬥紀錄、很像洛克人ZERO系列主要人物的神秘變身組件：生命金屬（Live Metal），並用此和野生機械們戰鬥。此系列的第1、2作已經推出，屬平台動作遊戲。
- 流星洛克人系列（日語：流星のロックマンシリーズ，Shooting Star Rockman Series）
  - 洛克人的第7個系列，始於2006年，因洛克人誕生的20週年而開創。繼承了洛克人EXE系列以電波世界為主的背景。在洛克人（EXE）與熱斗活躍之時的200年後，世界的所有網絡已被無線所取代，一切通訊交流都靠在大氣中以電波傳輸。第1作的遊戲，共分成3個版本。

## 洛克人系列遊戲列表

### 洛克人元祖系列遊戲
| 遊戲名稱                                          | 初版發售日     | 平台                                                        |
| ------------------------------------------------- | -------------- | ----------------------------------------------------------- |
| 洛克人 Rockman                                    | 1987年12月17日 | 紅白機 & PlayStation                                        |
| 洛克人2 Rockman 2                                 | 1988年12月24日 | 紅白機 & PlayStation                                        |
| 洛克人3 Rockman 3                                 | 1990年9月28日  | 紅白機 & PlayStation                                        |
| 洛克人4 Rockman 4                                 | 1991年12月6日  | 紅白機 & PlayStation                                        |
| 洛克人5 Rockman 5                                 | 1992年12月4日  | 紅白機 & PlayStation                                        |
| 洛克人6 Rockman 6                                 | 1993年11月5日  | 紅白機 & PlayStation                                        |
| 洛克人7 Rockman 7                                 | 1995年3月24日  | 超級任天堂                                                  |
| 洛克人8 Rockman 8                                 | 1996年12月17日 | 世嘉土星 & PlayStation                                      |
| 洛克人洛克人 Rockman Rockman                      | 2006年3月2日   | PlayStation Portable                                        |
| 洛克人9 Rockman 9                                 | 2008年9月22日  | Wii & PlayStation 3 & Xbox 360                              |
| 洛克人10 Rockman 10                               | 2010年3月1日   | Wii & PlayStation 3 & Xbox 360                              |
| 洛克人11 Rockman 11                               | 2018年10月2日  | 任天堂Switch & PlayStation 4 & Xbox One & PC                |
| 洛克人經典合輯 Rockman Classic Collection         | 2015年8月25日  | 任天堂Switch ＆Nintendo 3DS & PlayStation 4 & Xbox One & PC |
| 洛克人經典合輯 2 Rockman Classic Collection 2     | 2017年8月9日   | 任天堂Switch ＆Nintendo 3DS & PlayStation 4 & Xbox One & PC |
| 洛克人經典合輯 1+2 Rockman Classic Collection 1+2 | 2018年5月22日  | 任天堂Switch ＆Nintendo 3DS & PlayStation 4 & Xbox One & PC |

### 洛克人X系列遊戲
| 遊戲名稱                                                      | 初版發售日     | 平台                                         |
| ------------------------------------------------------------- | -------------- | -------------------------------------------- |
| 洛克人X Rockman X                                             | 1993年12月17日 | 超級任天堂 & PC(*英文版）                    |
| 洛克人X2 Rockman X2                                           | 1994年12月16日 | 超級任天堂                                   |
| 洛克人X3 Rockman X3                                           | 1995年12月1日  | 超級任天堂& PlayStation & PC                 |
| 洛克人X4 Rockman X4                                           | 1997年8月1日   | Sega Saturn & PlayStation & PC               |
| 洛克人X 幻電任務 Rockman X Cyber Mission                      | 2000年10月20日 | Game Boy Color                               |
| 洛克人X5 Rockman X5                                           | 2000年11月30日 | PlayStation & PC                             |
| 洛克人X2 吸魂者 Rockman X2 Soul Eraser                        | 2001年7月19日  | Game Boy Color                               |
| 洛克人X6 Rockman X6                                           | 2001年11月29日 | PlayStation & PC                             |
| 洛克人X7 Rockman X7                                           | 2003年7月17日  | PlayStation 2 & PC(*韓文版)                  |
| 洛克人X 指令任務 Rockman X Command Mission                    | 2004年7月29日  | PlayStation 2 & 任天堂GameCube               |
| 洛克人X8 Rockman X8                                           | 2004年12月7日  | PlayStation 2 & PC                           |
| 反亂獵人X Irregular Hunter X                                  | 2005年12月15日 | PlayStation Portable                         |
| 洛克人X 週年紀念合集 1 Rockman X Anniversary Collection       | 2018年7月25日  | 任天堂Switch & PlayStation 4 & Xbox One & PC |
| 洛克人X 週年紀念合集 2 Rockman X Anniversary Collection 2     | 2018年7月25日  | 任天堂Switch & PlayStation 4 & Xbox One & PC |
| 洛克人X 週年紀念合集 1+2 Rockman X Anniversary Collection 1+2 | 2018年7月25日  | 任天堂Switch & PlayStation 4 & Xbox One & PC |

### 洛克人Dash系列遊戲
| 遊戲名稱                                                        | 初版發售日                         | 平台                                            |
| --------------------------------------------------------------- | ---------------------------------- | ----------------------------------------------- |
| 洛克人DASH：鋼之冒險心 Rockman DASH                             | 1997年12月18日                     | PlayStation，任天堂64，PlayStation Portable，PC |
| 洛克人DASH 2：龐大的遺產 Rockman DASH 2                         | 2000年4月20日                      | PlayStation，PlayStation Portable，PC           |
| 洛克人DASH3 計畫 Rockman DASH 3 PROJECT                         | 停止開發                           | 任天堂3DS                                       |
| 洛克人DASH 五島大冒險 Rockman DASH Great Adventure on 5 Islands | 2008年2月1日配信 至同年3月17日終止 | NTT DOCOMO(行動電話平台)                        |

### 洛克人EXE系列遊戲
| 遊戲名稱                                                                                  | 初版發售日     | 平台                            |
| ----------------------------------------------------------------------------------------- | -------------- | ------------------------------- |
| 洛克人EXE Rockman EXE                                                                     | 2001年3月21日  | Game Boy Advance                |
| 洛克人EXE2 Rockman EXE2                                                                   | 2001年12月14日 | Game Boy Advance                |
| 洛克人EXE3 Rockman EXE3(White)                                                            | 2002年12月6日  | Game Boy Advance                |
| 洛克人EXE WS Rockman EXE WS                                                               | 2003年2月8日   | WonderSwan Color                |
| 洛克人EXE 資料傳輸 Rockman EXE Network Transmission                                       | 2003年3月6日   | 任天堂GameCube                  |
| 洛克人EXE3 BLACK Rockman EXE3 BLACK(BULE)                                                 | 2003年3月28日  | Game Boy Advance                |
| 洛克人EXE戰鬥晶片GP Battle Network Rockman EXE battle                                     | 2003年8月8日   | Game Boy Advance                |
| 洛克人EXE N1大賽 Battle Network Rockman EXE battle                                        | 2003年8月8日   | WonderSwan Color                |
| 洛克人EXE4 錦標賽 藍月亮 / 錦標賽 紅太陽 Battle Network Rockman EXE 4 Blue Moon / Red Sun | 2003年12月12日 | Game Boy Advance                |
| 洛克人EXE4.5 Rockman EXE4.5                                                               | 2004年8月6日   | Game Boy Advance                |
| 洛克人EXE5 布魯斯小隊 Rockman EXE5                                                        | 2004年12月9日  | Game Boy Advance                |
| 洛克人EXE5 卡尼爾小隊 Rockman EXE5                                                        | 2005年2月24日  | Game Boy Advance                |
| 洛克人EXE5 DS雙人領隊 Rockman EXE5: Double Team DS                                        | 2005年7月21日  | 任天堂DS                        |
| 洛克人EXE6電腦獸庫雷卡 Rockman EXE6 Cybeast Gregar                                        | 2005年11月23日 | Game Boy Advance                |
| 洛克人EXE6電腦獸法爾札 Rockman EXE6 Cybeast Falzar                                        | 2005年11月23日 | Game Boy Advance                |
| 洛克人EXE流星行動 Rockman EXE Operate Shooting Star                                       | 2009年11月12日 | 任天堂DS                        |
| 洛克人EXE 合集 Rockman EXE Adcance Collection                                             | 2023年4月14日  | 任天堂Switch，PlayStation 4，PC |

### 洛克人Zero系列遊戲
| 遊戲名稱                                                          | 初版發售日    | 平台                                           |
| ----------------------------------------------------------------- | ------------- | ---------------------------------------------- |
| 洛克人Zero Rockman Zero                                           | 2002年4月26日 | Game Boy Advance                               |
| 洛克人Zero 2 Rockman Zero 2                                       | 2003年5月2日  | Game Boy Advance                               |
| 洛克人Zero 3 Rockman Zero 3                                       | 2004年4月23日 | Game Boy Advance                               |
| 洛克人Zero 4 Rockman Zero 4                                       | 2005年4月21日 | Game Boy Advance                               |
| 洛克人Zero 合集 Rockman Zero Collection                           | 2010年4月21日 | 任天堂DS                                       |
| 洛克人Zero & ZX 雙雄合集 Rockman Zero & ZX Double Hero Collection | 2020年2月27日 | 任天堂Switch、PlayStation 4、Xbox One、Windows |

### 洛克人ZX系列遊戲
| 遊戲名稱                                                          | 初版發售日    | 平台                                           |
| ----------------------------------------------------------------- | ------------- | ---------------------------------------------- |
| 洛克人ZX Rockman ZX                                               | 2006年7月6日  | 任天堂DS                                       |
| 洛克人ZX·降臨 Rockman ZX ADVENT                                   | 2007年7月12日 | 任天堂DS                                       |
| 洛克人Zero & ZX 雙雄合集 Rockman Zero & ZX Double Hero Collection | 2020年2月27日 | 任天堂Switch、PlayStation 4、Xbox One、Windows |

### 流星洛克人系列遊戲
| 遊戲名稱                                                                                         | 初版發售日     | 平台     |
| ------------------------------------------------------------------------------------------------ | -------------- | -------- |
| 流星洛克人 天馬版 / 雄獅版 / 天龍版 Shooting Star Rockman: Pegasus / Leo / Doragon               | 2006年12月14日 | 任天堂DS |
| 流星洛克人2 狂戰士×忍者 / 狂戰士×恐龍 Shooting Star Rockman 2: Zerker × Ninja / Zerker × Saurian | 2007年11月22日 | 任天堂DS |
| 流星洛克人3 黑色王牌 / 紅色鬼牌 Shooting Star Rockman 3: Black Ace / Red Joker                   | 2008年11月13日 | 任天堂DS |

### 線上遊戲
| 遊戲名稱                      | 初版發售日                                                            | 平台         |
| ----------------------------- | --------------------------------------------------------------------- | ------------ |
| 洛克人Online Rockman Online   | 於2013年3月13日 宣佈停止開發                                          | PC           |
| 洛克人 交錯世界 Rockman XOver | 從2013年起開始營運至2015年3月31日營運結束                             | Android, iOS |
| 洛克人X DiVE Rockman X Dive   | 於2020年3月24日開始營運 官方臉書與推特宣布DiVE於2023年9月27日結束營運 | Android, iOS |

## 洛克人EXE系列
200X年，這是一個網路科技相當發達的世纪，所有的人都擁有一台被稱為PET的個人電子終端機，在PET之中儲存著擬似人格程式－網路領航員，但因為網路科技的發達卻也出現更多的網路犯罪事件，其中尤以網路犯罪組織WWW最為猖獗，在一次的事件中，秋原町的小學生－光熱斗，正式捲入了這個事件。
其中要著重的一點是：洛克人是由熱斗的哥哥光彩斗的DNA資料化設計出來。故事中亦提到彩斗在出生不久後即因心臓病「H・B・D」而病逝，而他們的父親為網路領航員的研究者，他利用這技術令彩斗以領航員的姿態重生。而這也是洛克人和熱斗的同步率特別高的原因。

## 洛克人ZX系列
西元25XX年，這是洛克人Zero系列200多年之後的時代。男主角梵和女主角艾兒。在故事開頭遇到襲擊，得到洛克人Zero中雪兒製造的Model X的協助，變身為洛克人X形態。
這是ZX四年八個月後魔蛇公司被毀滅、V型被破壞的事。世界又遇一次危機，有人製造出W型大舉侵略世界和奪取人類力量，地區政府領導人三賢人正商討如何解決事件。全新的主角葛雷和雅雪，分別以不同的故事，以一個沉试管婴儿和遺跡獵人的背景，展開獵人的生涯，在火車上認識到生命金屬A型，變身成洛克人A形態，受到三賢人委託擊退企圖侵略世界的人，同時在各項任務中放眼世界和認識自己。在某個任務，偶遇現在18歲ZX前主角，兩人同心合力擊退敵人，並產生感情（葛雷遇艾兒，雅雪遇梵）。
洛克人ZX承接了洛克人Zero的對戰畫面並加以高清化，令人物活動更為流暢。在宣傳中透露，系列中新增了不少功能和教學，好讓初接觸的玩家容易上手和享受新鮮的感覺，而且新增了人物的對話口音和劇情動畫。

## 流星洛克人系列
西元22XX年，遙遠宇宙的FM星人大舉入侵，意圖征服地球，人類面臨了空前的危機，生死存亡的抉擇，就在這時，故事主角星河昴與神祕的外星人「WarRock」遭遇，靠著兩人的合作，融合而成超越巔峰的新世紀化身，全新系列「流星洛克人」就此誕生。
流星洛克人 是一個由日本遊戲公司卡普空開發，以任天堂手提主機任天堂DS為平台的遊戲。與洛克人EXE相似，但是仍然分開的故事。它是五年級學生星河昴，和從FM星來的WarRock所發展的故事在EXE系列以後二百年。故事主角星河 昴是以類似雙向融合的方式與WarRock融合成電波人類，稱作「電波變換」。通過電波變換後，星河昴變成了流星之洛克人。
220X年，負責管理地球電波通訊的三個人造衛星天馬、獅、龍的完成，令人類的通訊環境得到飛躍的進化，利用電波，交通工具全使用無污染能量推動，食品也能無窮無盡地生產。但是，引起各種電波障礙、神秘的電波病毒的出現，為守護電波空間的和平與安全，電波警察被組織起來了。
流星洛克人是以任天堂Wi-Fi連接。根據正式新聞發布，它將借助朋友的力量—Brother Band System，透過結盟來加強洛克人的戰鬥力，但即使不結盟，都不會對故事有任何的影響。
本作品雖然是繼承洛克人EXE，但其作品大部分內容與洛克人EXE無關。